# Cephalotaxus harringtonia
Cephalotaxus harringtonia, el cefalotaxo drupáceo, (en chino, San Jian Shan 三尖杉 / sǎnjiānshān), también conocido como Inugaya, es una especie arbórea de la familia de las Cephalotaxaceae. Esta conífera es un arbusto o pequeño árbol originario de Japón, pero es ocasionalmente utilizado en jardines occidentales y varios cultivares existen con este propósito. Se ha cultivado en Europa desde 1829, por lo que muchos horticultores están familiarizados con la especie japonesa de cefalotaxo drupáceo, nombrado así en honor del Conde de Harrington, una de las primeras plantas que crecen en un jardín europeo.
Tiene crecimiento lento pudiendo vivir varios siglos, pero sin alcanzar la longevidad del tejo.

## Descripción
Es un pequeño árbol siempreverde, que puede alcanzar 10 m de altura, aunque en nuestros parques y jardines apenas pasa de talla arbustiva. 
Su nombre científico procede del vocablo griego kephalos, cabeza, aludiendo a la forma de sus inflorescencias masculinas y de taxus, por su semejanza con el tejo. Está dedicado al conde de Harrington, inglés protector de las ciencias en el siglo XIX. La denominación común hace referencia a su semejanza con el tejo y a una de las islas de origen.
El tronco está muy ramificado, con corteza de color marrón grisáceo a marrón rojizo, agrietada, que se desprende en tiras alargadas e irregulares. La copa es redondeada, espesa y más densa en los ejemplares masculinos. Las ramas salen erectas o ligeramente arqueadas y presentan un color marrón oscuro. Las ramillas son verdosas al principio y más tarde de color marrón rojizo. Las yemas son ovoides, recubiertas de escamas numerosas y muy pequeñas.
Las hojas son aciculares, coriáceas y aunque salen espiraladas se sitúan de manera subdística sobre un corto rabillo, están dispuestas en V a cada lado de las ramillas y se
presentan revueltas hacia la parte superior. Miden de 2 a 5 cm de longitud por 3 a 4 mm de anchura, estrechándose bruscamente hacia el ápice, y son de color verde oscuro reluciente por la cara superior, con 3 bandas verdosas y 2 bandas blanquecinas en la parte inferior.
Las flores forman grupos y aparecen en plantas diferentes [dioicas], son abundantes y amarillentas o blanco-cremosas y salen en las ramillas del año anterior. 
Las inflorescencias masculinas son globosas o redondeadas, miden hasta 10 mm de longitud y se disponen sobre un corto pedúnculo que se sitúa en las axilas de las hojas. Desprenden el polen de marzo a mayo. 
Las femeninas son de color verdoso, están compuestas de dos carpelos rodeados de escamas y situadas al final de las ramillas cubiertas con pares de flores que son de color crema claro, aunque se convierten en marrón con el tiempo, y de forma globular. 
La formación fructífera está formada por escamas carnosas, tiene el aspecto de una aceituna o pequeña ciruela de 2 a 3 cm de longitud por 1,5 a 2cm de anchura, se dispone sobre un pedúnculo
de 5 a 12 mm de longitud y tiene color verde oliva que después se vuelve marrón rojizo. En su interior encierra una semilla elíptica. 
La maduración suele ser en septiembre del segundo año. 
Los brotes nuevos del cefalotaxo drupáceo permanecen verdes durante tres años después de formarse. Las yemas son de color verde, de forma globular y muy pequeñas con sólo 1 mm de longitud. Hay una fila de hojas presentes a cada lado del brote, y se alzan por encima de ellas y se curvan ligeramente hacia dentro. Las filas son a menudo verticales, pero pueden ser más aplanadas en las zonas sombreadas. Las hojas son ampliamente lineales en forma y miden alrededor de 5 cm de largo por 0,3 cm de ancho. Están abruptamente apuntadas en el ápice, de textura coriácea y la superficie superior de verde amarillento mate. El envés de las hojas muestran dos anchas bandas estomatales, claras y plateadas.

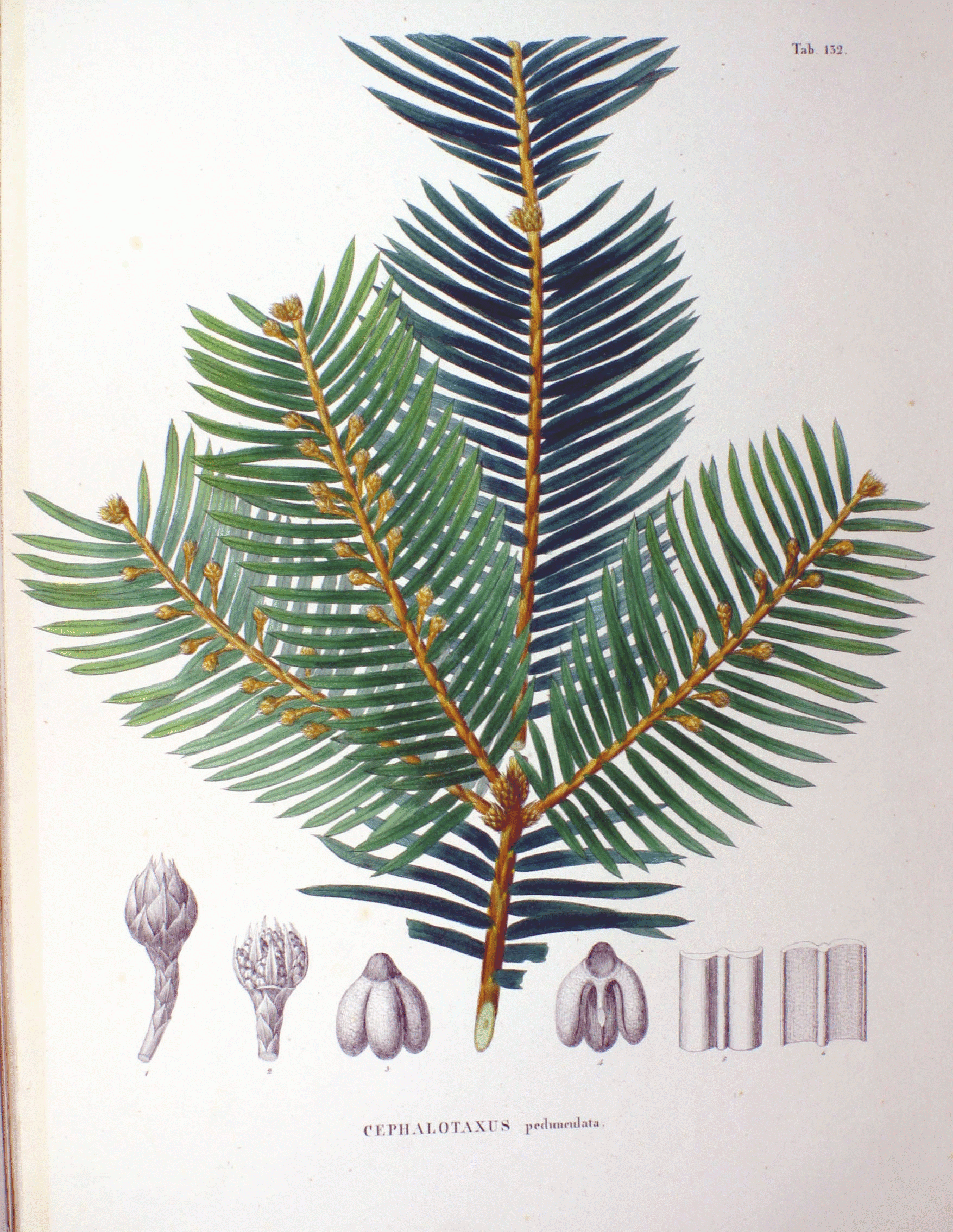
Lámina coloreada del libro Flora Japonica, por Philipp Franz von Siebold y Joseph Gerhard Zuccarini

## Usos
la cubierta carnosa que recubre la "semilla" es comestible, siendo suave y dulce,  aunque Cephalotaxus harringtonia var. nana es considerado más delicioso; siendo la "semilla" amarga y no comestible. El consumo de estos es popular en Japón, donde se comen  regularmente, e incluso hay plantaciones de ejemplares femeninos con este propósito.
Tiene madera de color amarillo y moderadamente dura, pero poco apreciada.  
Se cultiva igualmente por su valor ornamental, aislado o en forma de seto pues admite muy bien el recorte.
Existen diferentes variedades de jardinería, siendo la más corriente la forma columnar que, a veces, puede confundirse con el tejo común. Tiene la copa compacta, de ramas y ramillas verticales que pueden inclinarse con la edad y follaje de hojas más cortas y de color verde oscuro, casi negro, que se disponen de forma radial alrededor de las ramillas.

## Cultivo
Prefiere terrenos ligeros, poco calizos y bastante frescos. Vive bien en cualquier tipo de suelos, aunque los prefiere húmedos y con buen drenaje. Se desarrollan a pleno sol, pero también soporta la sombra de árboles grandes, y se deben proteger de los vientos. Tolera los calores mejor que el tejo. Rebrota de cepa.
Se multiplica poniendo en tierra las semillas inmediatamente después de la recogida o después de estratificarlas en tierra de brezo.
La germinación puede tardar 18 meses o más.
Se pueden estaquillar las ramillas terminales en marzo en cama templada, o en agosto en cama fría. Las ramillas laterales no arraigan fácilmente. 
Las variedades se reproducen por injerto. 
Tiene la facilidad de emitir muchas raíces, por lo que forma un buen cepellón.